# Recettori attivati da proteasi PAR
Sono stati identificati quattro recettori attivati da proteasi (PAR) in molti tessuti. (2001)
Tali recettori appartengono alla superfamiglia dei recettori accoppiati a proteine G. 
Diverse proteasi, come la trombina sono in grado di attivare tali recettori. Nel caso della trombina, l'attivazione avviene a seguito di un taglio proteolitico (operato dalla trombina) di un dominio extracellulare N-terminale del recettore stesso. Dal legame della trombina con suddetti recettori deriverebbero sia gli effetti della trombina sulla muscolatura liscia sia quelli sulle piastrine. 
Si ritiene, inoltre, che l'attivazione di tali recettori contribuisca oltre che all'emostasi e alla trombosi, anche all'infiammazione e ad altri tipi di risposta al danno tissutale. Possibile anche un ruolo nell'angiogenesi. 
L'inattivazione del recettore della trombina si verifica a seguito di un evento di fosforilazione, mentre il recupero richiede nuovamente la sintesi del recettore.
Sembrerebbe che i recettori appartenenti alla famiglia PAR-2 abbiano un ruolo nel dolore correlato al processo infiammatorio; essi trovano una localizzazione nei neuroni sensoriali e sono attivati da proteasi dei mastociti.